# Жовтець кіккоський
Жовтець кіккоський (Ranunculus kykkoensis) — вид квіткових рослин родини жовтецевих (Ranunculaceae). Ендемік Кіпру. Раритетний вид рослин, занесений до Червоного списку МСОП та інших природоохоронних документів.

## Поширення
Вид обмежений чотирма місцями в Пафоському лісі. Зустрічається на висотах від 800 до 1100 метрів над рівнем моря. Це прямовисна гола багаторічна трав'яниста рослина, яка росте на крутих вологих кам'янистих схилах і осипах, у відкритих лісах Pinus brutia або в чагарниках Quercus alnifolia.

## Загрози й охорона
Раритетний вид рослин, занесений до Червоного списку МСОП (охоронна категорія: уразливий вид). Основними загрозами є покращення та обслуговування доріг, а також надмірний збір. Природні пожежі також є потенційною загрозою. Ranunculus kykkoensis занесений до Додатку II Директиви про середовища існування та до Додатку I Конвенції про охорону дикої флори і фауни та природних середовищ існування в Європі (Бернська конвенція). Його занесено до національного червоного списку як вразливий D2. Вся популяція зустрічається в межах запропонованої ділянки Natura 2000, а частина її розташована в природному заповіднику.